# Balkanospeum
Balkanospeum is een geslacht van weekdieren uit de klasse van de Gastropoda (slakken).

## Soort
- Balkanospeum schniebsae (Georgiev, 2011)